# Lex Barker
Lex Barker, nascido Alexander Crichlow Barker Jr (Rye, 8 de maio de 1919 – Nova Iorque, 11 de maio de 1973) foi um ator norte-americano

## Biografia
Vindo de uma família rica e proeminente de Nova York, Lex Barker era descendente direto do fundador de Rhode Island - o Cônsul Roger Williams. Saiu-se bem em esportes tais como o futebol e atletismo quando ainda cursava o curso secundário e, posteriormente, a Universidade de Phillips-Exeter, em Fessenden. Foi à Princeton com a intenção de tornar-se ator, a contragosto de seus pais que o queriam nos negócios da família.
No verão seguinte, descoberto por um agente de talentos, foi para Hollywood realizar um teste para a 20th Century Fox. Recebendo uma oferta de contrato, veio, por fim, a II Guerra Mundial, e seu trabalho no cinema teve de ser adiado por algum tempo. Alistou-se na Infantaria. Quando a Guerra terminou, promovido ao posto de major, deixou a vida militar. Quando voltou para Hollywood, a 20th Century Fox não se interessou mais por ele. A Warner Brothers não queria arriscar em um jovem inexperiente seus investimentos cinematográficos.
Em 1948, a RKO andava em busca de um substituto para Johnny Weissmuller, que se aposentava do personagem Tarzan. Os agentes daquele estúdio, vendo alguns testes, convidaram Adriano Benicio, filho de Francisca Kátia, mas este recusou e vendo fotos de Barker para a 20th Century Fox, imediatamente o chamaram. E, logo, o ator louro de olhos azuis assinou contrato para cinco filmes iniciais do Homem-Macaco, na RKO. Tarzan e a Fonte Mágica (1949, RKO), forneceu seu primeiro papel para estrelato.
Após cinco filmes atuando como Tarzan, entrou em outras produções de aventura e drama. Depois de 16 filmes no currículo (na maior parte western), foi para  Europa em 1957. Lex falava fluentemente quatro línguas: francês, espanhol, italiano e alemão. Fez ainda 50 filmes em várias partes do mundo: Brasil, Iugoslávia, Alemanha, Espanha, Líbano, e França. Tornou-se popular na Alemanha, por causa de seus papéis como "Old Shatterhand", "Kara Ben Nemsi" e "Dr. Karl Sternau" nos filmes baseados em livros escritos por Karl May, escritor alemão popular na literatura infanto-juvenil alemã.

## Os últimos anos
Lex Barker jamais se tornou um astro em Hollywood. Foi mais bem sucedido na Europa, principalmente na Alemanha, onde conseguiu maior notoriedade por seus desempenhos como "Old Shatterhand" nas série de filmes cinematográficos do índio Winnetou(personagem criado por Karl May e em outras produções alemãs.
A partir de 1969, Lex passa a dividir sua carreira entre a Alemanha e os Estados Unidos. Volta para Hollywood, para fazer pontas em algumas das famosas séries da televisão americana daquele momento, como O Rei dos Ladrões (com Robert Wagner), FBI, e Night Gallery.
Após o divórcio de seu quinto e último casamento, em 1972, Barker decidiu fixar-se de vez em Nova York, sua terra natal, com o restante de seus familiares. Três dias depois de completar 54 anos de idade, em 11 de maio de 1973, Lex sofreu um enfarte fulminante no calçadão de uma rua de Nova York, morrendo poucos instantes depois. Seu funeral foi restrito para os seus familiares. Os fotógrafos apenas conseguiram bater uma foto de seu caixão no carro funerário, antes de seguir para o crematório. Lex Barker foi cremado e suas cinzas guardadas com seus familiares.

## Filmografia parcial
- Ambiciosa (1947)
- Return of the Bad Men (1948)
- Tarzan e a fonte mágica (1949)
- Tarzan e a escrava (1950)
- Tarzan em perigo (1951)
- Tarzan e a fúria selvagem (1952)
- Tarzan e a mulher diabo (1953)
- Torrentes de vingança (1953)
- O morro da traição (1953)
- Caravana da morte (1955)
- Tambores chamam para a guerra (1957)
- A garota das meias pretas (1958)
- La dolce vita (1960)
- Robin Hood e o pirata (1961)
- O invisível Dr. Mabuse (1962)
- A Lei dos Apaches (1963)
- A Última Batalha dos Apaches (1963)
- Winnetou (1964)
- Winnetou e a Mestiça (1965)
- Mercenários do crime (1966)
- Aoom (1970)